# 王怀军
王怀军（1964年11月—），湖南石門人，土家族，无党派人士。中华人民共和国政治人物、第十三届全国人民代表大会湖南地区代表。湖南常德石门县雁池乡苏市完小校长。
2018年2月24日，当选为第十三届全国人大代表。